# 萨曼莎·雷德格雷夫
萨曼莎·雷德格雷夫（英語：Samantha Redgrave，1994年8月18日—），英国女子赛艇运动员。她曾代表英国参加捷克拉奇采举行的2022年世界赛艇锦标赛，获得女子四人单桨无舵手金牌。